# Bérel (village)
Bérel (en kazakh : Берель, en russe : Берель) est un village du district de Katon-Karagaï dans l'oblys du Kazakhstan-Oriental au Kazakhstan. Le village possède un important site archéologique de kourganes scythes des Ve au IIIe siècle av. J.-C..

## Géographie

### Situation

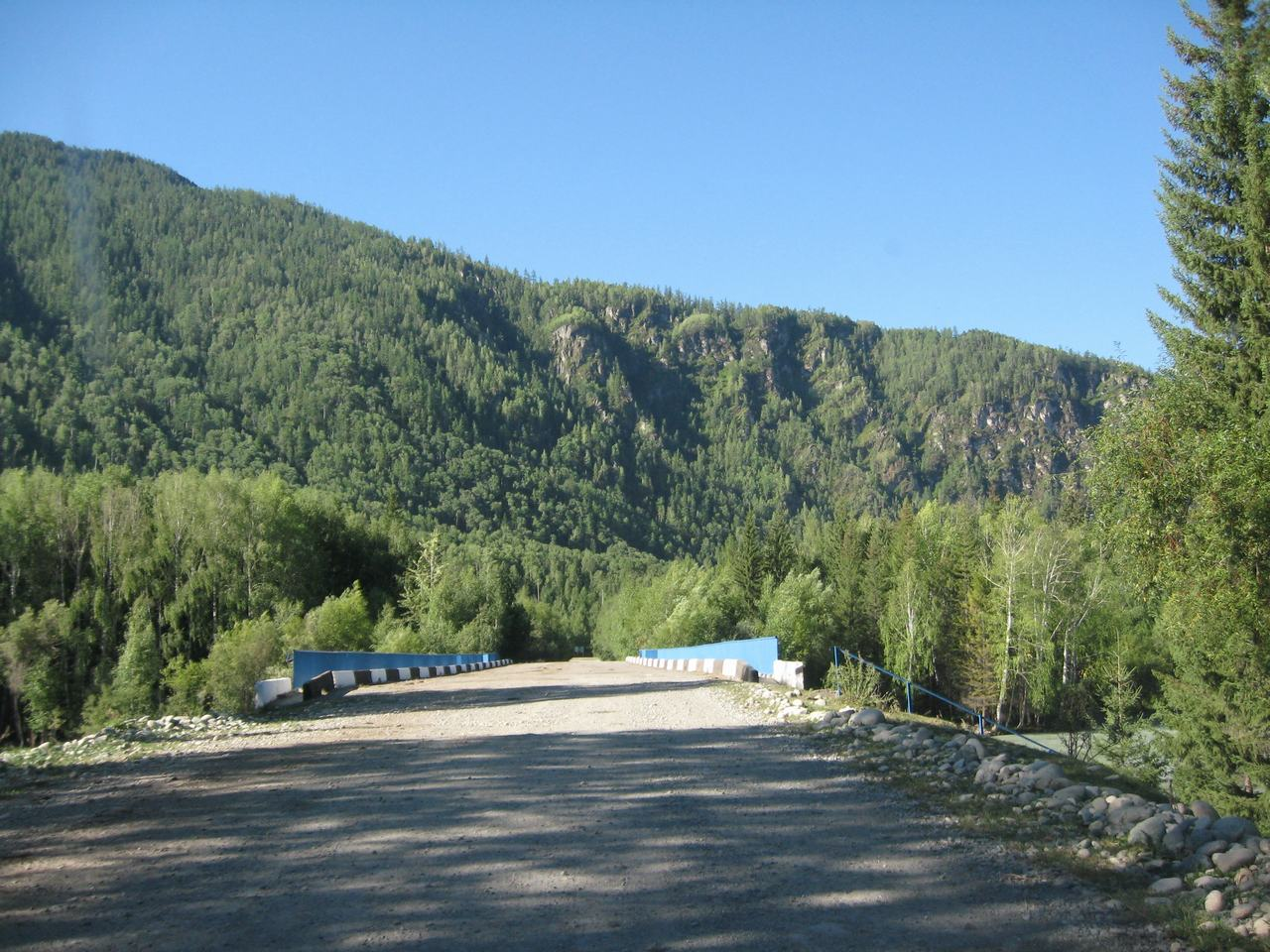
Pont sur la rivière Boukhtarma près de Bérel.

Bérel se trouve dans le Kazakhstan-Oriental, un oblys de l'extrêmité orientale du pays, en Asie centrale. Le village se trouve aussi à 1 080 km à l'est d'Astana, à 280 km au sud-est d'Öskemen, la capitale de son oblys, ainsi qu'à 154 km à l'est d'Ulken Naryn, le chef-lieu district. Il est aussi à 20 kilomètres de la frontière russe.
Le village fait partie du district de Katon-Karagaï, le district le plus oriental de l'oblys, au sein du district rural de Jambyl, une municipalité du district. Le village se situe dans une vallée de l'Altaï Kazakh, au niveau de l'embouchure de la rivière Belaïa Bérel, à son confluent avec la Boukhtarma.

### Localités limitrophes
Bérel est limitrophe des localités suivantes : 
|           | Karaaïryk | Rakhman Kaïnary |
| Subargash | Bérel     |                 |
| Uryl      |           | Arshaty         |

## Histoire
Le village a été incorporé en 1928 au district de Katonkaragaï en devenant un selsoviet. Le selsoviet de Bérel fut fusionné avec celui d'Uryl en 1957. Depuis, le village n'est plus indépendant municipalement.

## Population et société

### Démographie
Recensements (*) et estimations de la population:
|       | \| 1999* \| 2009* \| 2010* \| - \| - \| - \| \| ----- \| ----- \| ----- \| - \| - \| - \| \| 863 \| 568 \| 398 \| - \| - \| - \| (Sources : Agence de statistique de la république du Kazakhstan) |       |   |   |   |
| 1999* | 2009* | 2010* | - | - | - |
| 863   | 568 | 398   | - | - | - |

## Transports
La route de Bolchenarymskoïe à Rakhmanovskié Klioutchi traverse le village.

## Site archéologique de Bérel
Près du village se trouvent les kourganes de Bérel à une altitude de 1200 m au-dessus du niveau de la mer, dans la vallée de la Boukhtarma , qui a reçu le nom de « Vallée Royale » dans les milieux scientifiques. Le site archéologique comprend de nombreux kourganes des Scythes primitifs, datant du Ve au IIIe siècle av. J.-C. En 2008 un musée a été créé englobant l'ensemble du site archéologique.
Le site archéologique a notamment été exploré et fouillé en détail à la fin des années 1990 par une expédition internationale. En tout, plus de 100 structures funéraires se trouvent sur le site archéologique, dont le kourgan doré des rois, tumulus avec la sépulture d'un prince scythe datant du IVe siècle av. J.-C.. Ce tumulus, le numéro 11, a permis d'extraire un costume bordé de plaques d'or et des décorations,, mais aussi les restes de la femme du chef, des objets d'art en cuir, bois et feutre, dont certains avec des formes zoomorphes.
Le cimetière du site archéologique de Bérel fut le lieu de sépulture des dirigeants et des représentants de l'élite de la société Pazyryk, notamment pour les groupes de tumulus 1 à 3. Les humains de Bérel sont très proches par leur génotype des Kazakhs, des Ouzbeks, des Turkmènes, ainsi que des habitants du nord de la Chine.

Kourganes de Bérel :
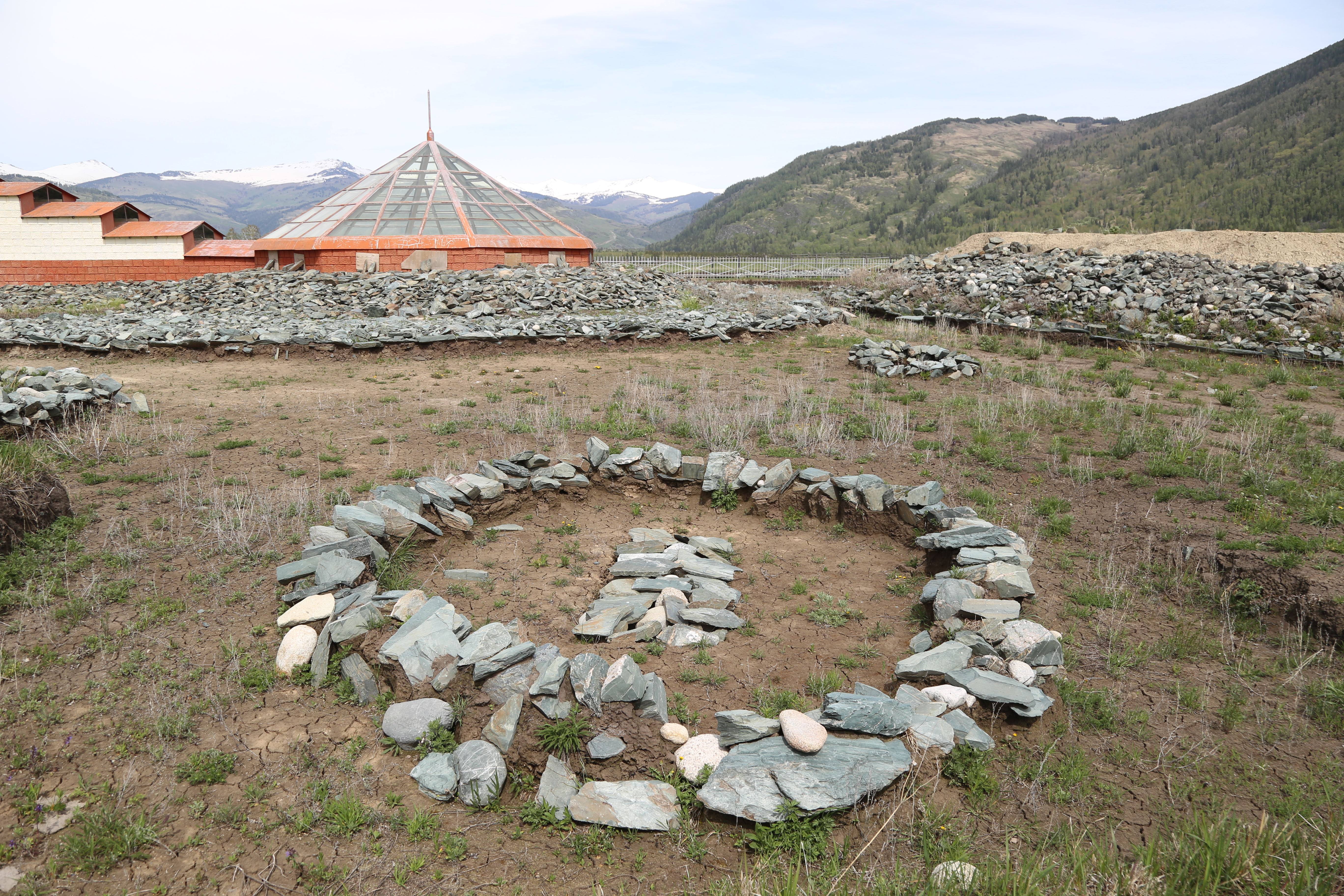
Kourganes à Bérel.
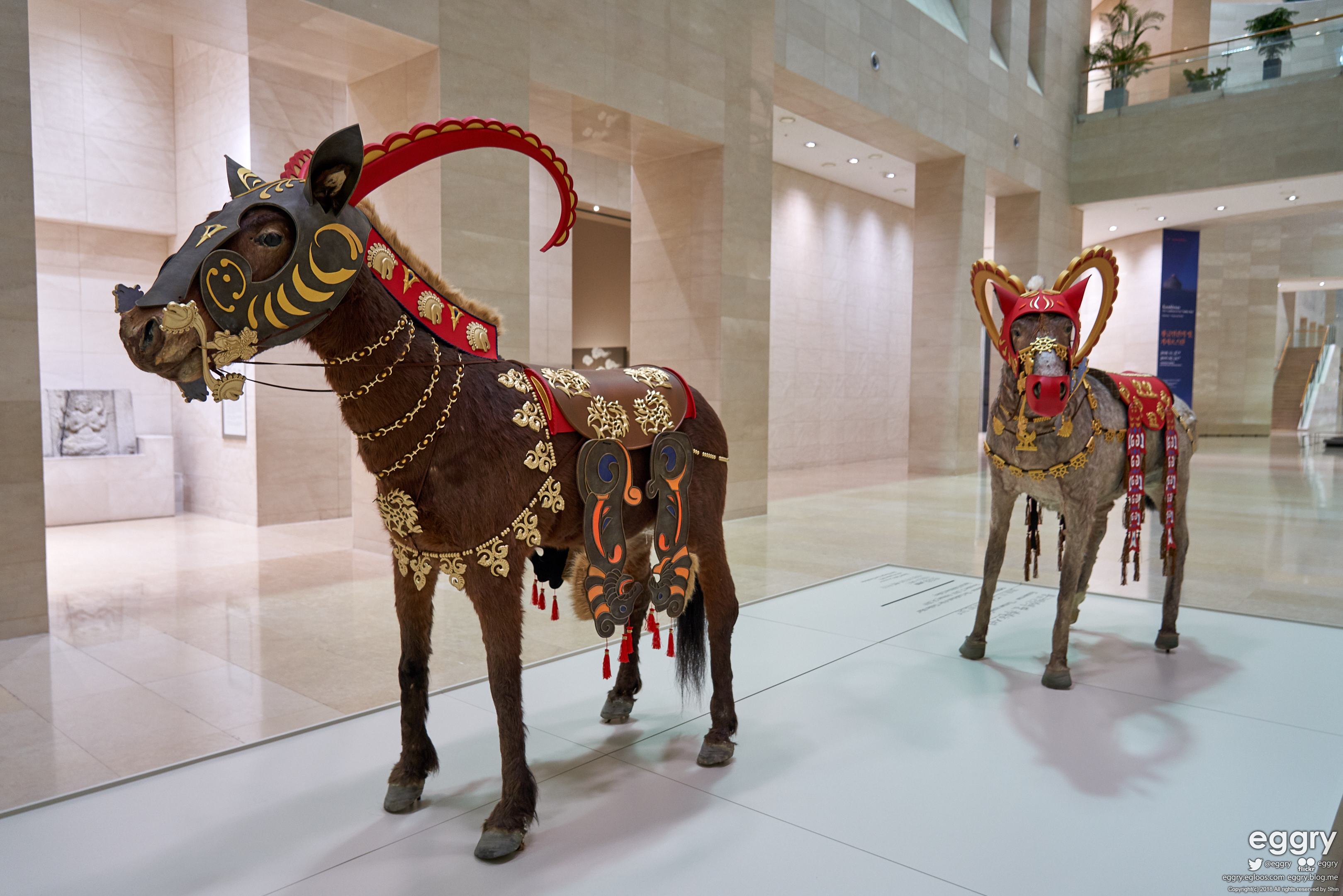
Chevaux décorés.
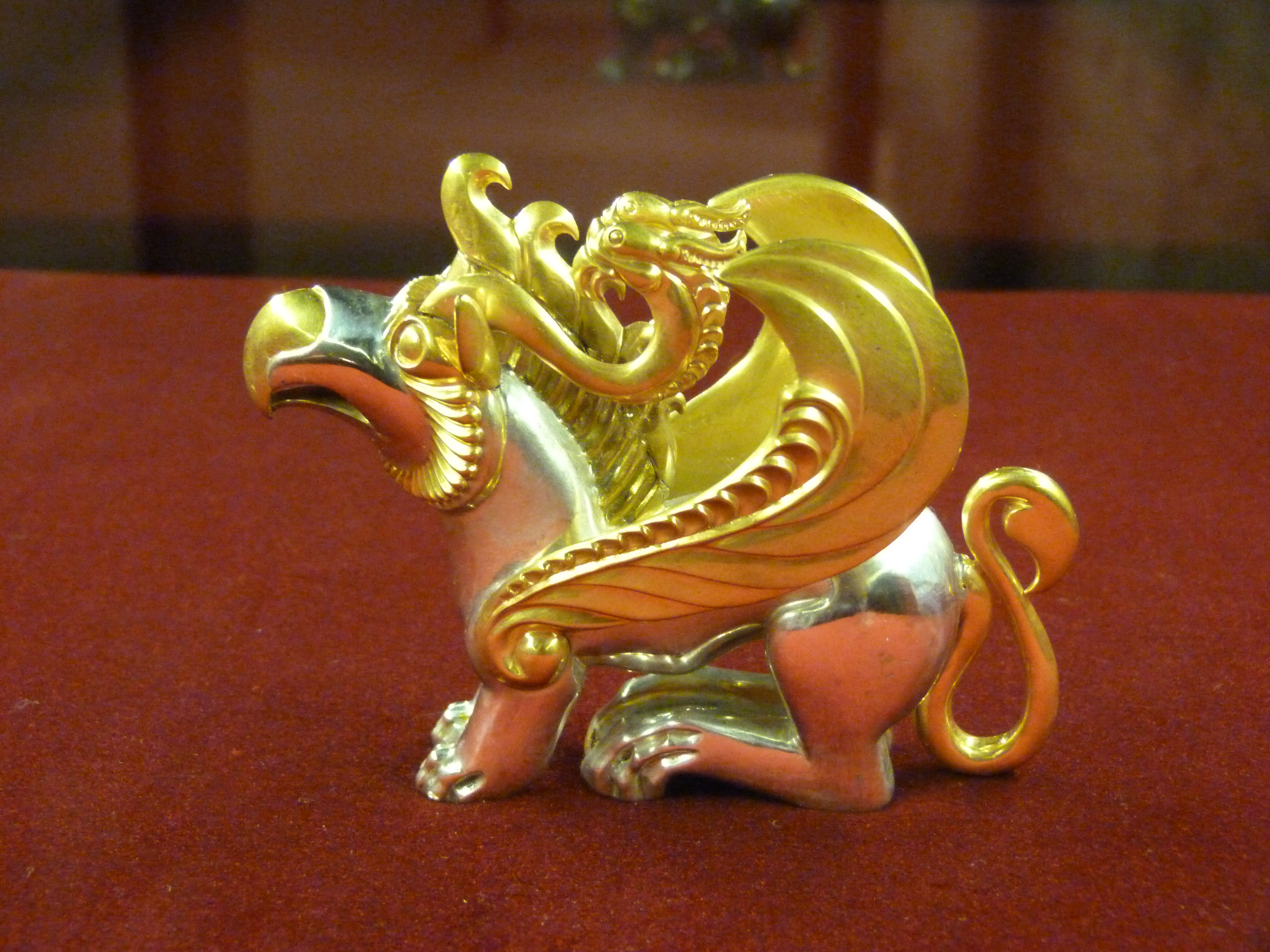
Griffon scythe.
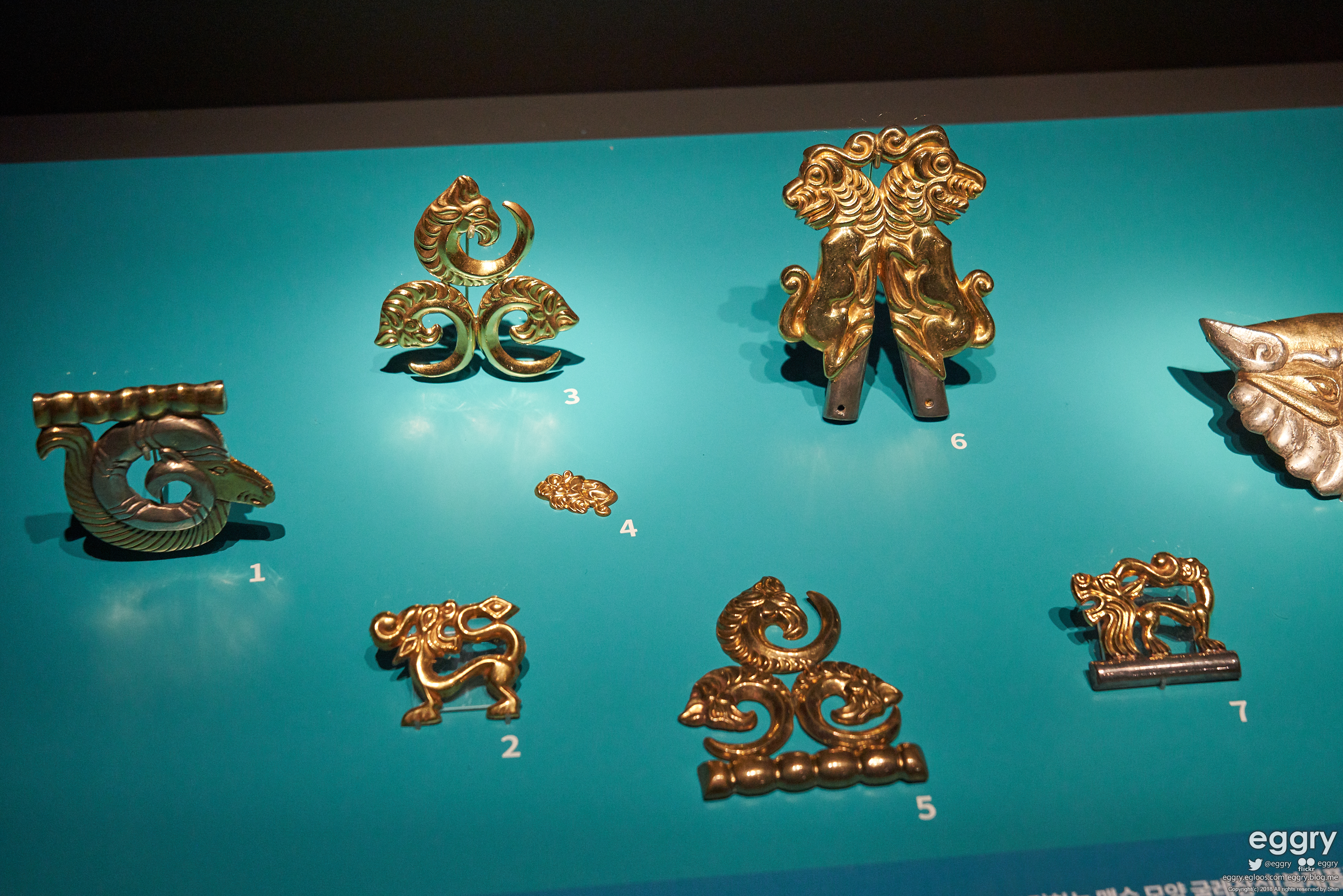
Objets en or scythes.